# Hollowayville
Hollowayville es una villa ubicada en el condado de Bureau en el estado estadounidense de Illinois. En el Censo de 2010 tenía una población de 84 habitantes y una densidad poblacional de 690,05 personas por km².

## Geografía
Hollowayville se encuentra ubicada en las coordenadas 41°21′53″N 89°17′42″O / 41.36472, -89.29500. Según la Oficina del Censo de los Estados Unidos, Hollowayville tiene una superficie total de 0.12 km², de la cual 0.12 km² corresponden a tierra firme y (0%) 0 km² es agua.

## Demografía
Según el censo de 2010, había 84 personas residiendo en Hollowayville. La densidad de población era de 690,05 hab./km². De los 84 habitantes, Hollowayville estaba compuesto por el 92.86% blancos, el 3.57% eran afroamericanos, el 0% eran amerindios, el 0% eran asiáticos, el 0% eran isleños del Pacífico, el 3.57% eran de otras razas y el 0% pertenecían a dos o más razas. Del total de la población el 1.19% eran hispanos o latinos de cualquier raza.